# Deutschland Tour 2000
| Endstand nach der 8. Etappe |                   |                          |
| Sieger                      | David Plaza       | 31:08:55 h (40,034 km/h) |
| Zweiter                     | Andreas Klöden    | + 0:42 min               |
| Dritter                     | Udo Bölts         | + 1:26 min               |
| Vierter                     | Ángel Luis Casero | + 1:42 min               |
| Fünfter                     | Michael Blaudzun  | + 1:46 min               |
| Sechster                    | Jens Heppner      | + 2:06 min               |
| Siebter                     | Matthias Buxhofer | + 2:30 min               |
| Achter                      | Rolf Aldag        | + 2:40 min               |
| Neunter                     | Laurent Dufaux    | + 2:41 min               |
| Zehnter                     | Torsten Schmidt   | + 2:46 min               |
| Sprintwertung               | Erik Zabel        | 142 P.                   |
| Zweiter                     | Peter Wrolich     | 75 P.                    |
| Dritter                     | Aljaksandr Ussau  | 67 P.                    |
| Bergwertung                 | David Plaza       | 27 P.                    |
| Zweiter                     | Sven Teutenberg   | 18 P.                    |
| Dritter                     | Pascal Hervé      | 15 P.                    |

Die 2. Deutschland Tour fand vom 26. Mai bis 1. Juni 2000 statt. Sie führte von Bonn über 1.247 Kilometer nach Berlin, also in umgekehrter Reihenfolge zum Vorjahr, wobei die Streckenführung südlicher gelegen war. Es gingen 144 Fahrer aus 18 Profiteams an den Start, von denen 117 das Ziel erreichten.

## Verlauf
Auf der ersten Etappe sicherte sich der Vorjahressieger Jens Heppner gleich das Weiße Trikot des Gesamtführenden, nachdem er sich im Sprint einer Spitzengruppe durchgesetzt hatte. Auf den folgenden vier Etappen konnte nur Davide Casarotto mit einem geglückten Fluchtversuch auf der vierten Etappe die Dominanz des Team Telekom durchbrechen. Udo Bölts auf der dritten Etappe und Erik Zabel auf den Etappen 2 und 5 unterstrichen die Vormachtstellung. Erst im Zielsprint der sechsten Etappe musste sich Zabel erstmals im Massensprint seinem deutschen Konkurrenten Marcel Wüst geschlagen geben. Im entscheidenden Einzelzeitfahren sicherte sich überraschend David Plaza vom Festina-Team den Sieg. Er war 40 Sekunden schneller als Andreas Klöden, dem alle den Gesamtsieg zugetraut hatten. Plaza sicherte sich mit seinem Sieg das Weiße Trikot von Heppner und gab es auch auf der Schlussetappe nach Berlin, die wieder Zabel für sich entschied, nicht mehr ab.
Jan Ullrich erntete während der Rundfahrt starke Kritik, da er einen Monat vor der Tour de France auf der Königsetappe über den Kandel über 15 Minuten auf den Sieger Udo Bölts verlor und insgesamt eine durchwachsene Vorstellung zeigte.

## Etappen
| Etappen   | Tag     | Start – Ziel             | km         | Etappensieger    | Gesamterster |
| --------- | ------- | ------------------------ | ---------- | ---------------- | ------------ |
| 1. Etappe | 26. Mai | Bonn – Wiesbaden         | 179,1      | Jens Heppner     | Jens Heppner |
| 2. Etappe | 27. Mai | Wiesbaden – Pforzheim    | 203,2      | Erik Zabel       | Jens Heppner |
| 3. Etappe | 28. Mai | Pforzheim – Bad Dürrheim | 215,9      | Udo Bölts        | Jens Heppner |
| 4. Etappe | 29. Mai | Bad Dürrheim – Stuttgart | 183,5      | Davide Casarotto | Jens Heppner |
| 5. Etappe | 30. Mai | Stuttgart – Ansbach      | 187,6      | Erik Zabel       | Jens Heppner |
| 6. Etappe | 31. Mai | Ansbach – Herzogenaurach | 102,6      | Marcel Wüst      | Jens Heppner |
| 7. Etappe | 31. Mai | Herzogenaurach           | 35,7 (EZF) | David Plaza      | David Plaza  |
| 8. Etappe | 1. Juni | Potsdam – Berlin         | 139,4      | Erik Zabel       | David Plaza  |